# Telacanthura
Telacanthura – rodzaj ptaków z podrodziny jerzyków (Apodinae) w rodzinie jerzykowatych (Apodidae).

## Zasięg występowania
Rodzaj obejmuje gatunki występujące w Afryce Subsaharyjskiej.

## Morfologia
Długość ciała 14–17 cm; masa ciała 33–52 g.

## Systematyka

### Etymologia
Telacanthura: gr. τελος telos „zakończony, koniec”; ακανθα akantha „cierń”, od ακη akē „punkt”; ουρα oura „ogon”.

### Podział systematyczny
Do rodzaju należą następujące gatunki:
- Telacanthura ussheri (Sharpe, 1870) – kolcosternik łuskogardły
- Telacanthura melanopygia (Chapin, 1915) – kolcosternik czarny